# Zimrán
Zimrán vagy más néven Zambrán (héberül: זִמְרָן, jelentése: vincellér vagy ünnepelt) a Héber Biblia szerint Ábrahám ószövetségi pátriárka és Ketúrá hat közös fiának egyike. Miután a Teremtés könyve Zimránt említi első helyen a hat fiú közül, ezért többen úgy vélik, hogy Zimrán volt Ábrahám és Ketúrá elsőszülött gyermeke. Erre konkrét utalást azonban nem tesz a Szentírás. Zimránnak öt fivére volt: Joksán, Médán, Midián, Isbák és Suakh.
A Biblia nem sokat árul el Ábrahám és Ketúrá gyermekeinek történetéről. Az Ótestamentum alapján mindössze annyit tudunk Zimránról, hogy feltehetőleg Beershebában született. Ez volt az a város, ahová Ábrahám betért miután az Úr parancsára megpróbálta feláldozni fiát, Izsákot. Az ősatya itt találkozott Ketúrával és Izsák itt talált rá feleségére, Rebekára. Miután Ketúrának Beershebában volt a szálláshelye, feltehetőleg Ábrahám mind a hat gyermeke is itt született.

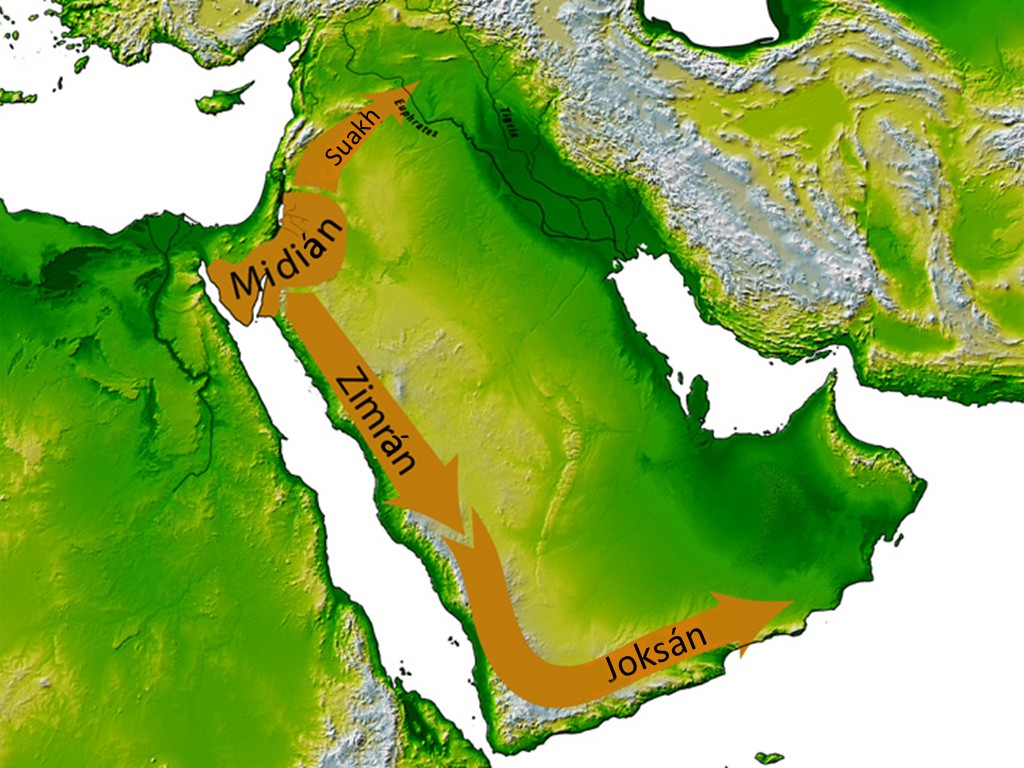
Ábrahám és Ketúrá gyermekeinek feltételezett szálláshelye.

Ezek után a Biblia megemlíti, hogy Ábrahám Ketúrától származó gyermekeit egy idő után gazdagon megajándékozza és elküldi őket az ígéret földjéről, Kánaánból. Ennek feltehetőleg az az oka, hogy Ábrahám Izsák számára biztosítani akarta az Úrral megkötött szövetség beteljesülését.
Josephus Flavius pontosítja a Biblia elbeszélését. A római történetíró szerint Ábrahám napkeletre küldte fiait, és személyesen jelölte ki nekik új szálláshelyüket. Ez a mai Arab-félsziget területét jelentette egészen Arabia Felix, azaz a mai Jemen, a korábbi Sába királyságának a vidékét a Vörös-tenger mentén. Ábrahám és Ketúrá gyermekeit éppen ezért az arab népek őseinek is tartják. Éppen ezért többen úgy vélik, hogy Zimrán volt a névadója a szaúd-arábiai Zabrán városának Mekka és Medina között, és ez volt Ábrahám fiának szálláshelye. 

Hajasar könyve leírja, hogy Zimránnak három gyermeke született: Abihen, Mórikh és Narim.